# 萨尔乡
萨尔乡（藏語：གཟར་），是中华人民共和国西藏自治区日喀则市定结县下辖的一个乡镇级行政单位。

## 行政区划
萨尔乡下辖以下地区：
扎西岗村、羌布村、萨尔雪村、拉康村、普如村、普圭村、郭庆村、夺姆村和合隆村。